# 長陵 (北魏)
長陵是中国北魏孝文帝元宏陵墓。位于河南省孟津县朝阳乡官庄村东南。墓为圆形，高35米，周长350米。其西北100米为追封皇后高照容的陵墓。